# Басарбовський монастир
Басарбовський монастир (болг. Басарбовски манастир) — діючий православний монастир в Болгарії. Розташований в долині річки Русенскі Лом, приблизно за 10 км від міста Русе. Приміщення монастиря знаходяться в скельній породі.
Створення монастиря відноситься до періоду правління царя Івана-Олександра. Монастир вперше згадується в турецьких податкових регістрах 1431 року. У XVII столітті в монастирі проживав святий Димитрій Басарбовський, мощі якого у другій половині XVIII століття були перенесені генералом П. С. Салтиковим з монастиря у Бухарест.
У 2005 році на прохання Болгарського патріарха Максима ікона з часткою мощей святого Димитрія була піднесена Румунським патріархом Феоктистом в дар монастирю.